# Христо Ристосков
Христо Емилов Ристосков е бивш български футболист и международен футболен съдия.

## Биография
Роден е през 1971 година в Сандански. Син е на известния български народен певец Емил Ристосков. В кариерата си на футболен съдия има 159 мача в А група и 48 срещи в турнира за Купата на България, което го нарежда в Топ 10 на класацията по брой мачове за всички времена. Ръководил е един финал в турнира за Купата на България през 2004 година (ЦСКА – Литекс), както и мач за Суперкупата на България през 2006 година.
Международен съдия на ФИФА в периода 2004 – 2010 година, като е ръководил общо 42 международни мача, включително квалификации за Европейско и Световно първенство по футбол.
Като футболист записва 68 мача и 12 гола за Вихрен (Сандански) в Б група (1988 – 1993 година). Като играч на Пирин е вицешампион на България за юноши до 15 години (1986 година) и юноши до 17 години (1988 година).
От 2010 година живее със семейството си в Австрия. Мото като рефер: „Съдията трябва да защитава имиджа и корените на играта“. Смятан е за един от най-добрите български футболни съдии от началото на 21 век.